# Конституция Испании 1931 года
Конституция Испании 1931 года — основной закон Второй республики (провозглашённой 14 апреля 1931 года), утверждённый Учредительным собранием 9 декабря и действовавший до 1 апреля 1939 года.
Благодаря ей в истории Испании во второй раз как глава государства, так и глава правительства были избираемы на основе демократической процедуры.
Изначальный проект конституции, подготовленный комиссией под председательством реформатора и юриста-католика Анхеля Оссоры и Гайарда, был отклонён, исправленный же проект был одобрен Учредительным собранием 9 декабря 1931 года. Конституция учреждала светскую демократическую систему государственного устройства, основанную на равных правах для всех граждан, а также содержала положения о региональных автономиях. Она ввела избирательное право для женщин, гражданский брак и право на развод. Давала государственным органам полномочия изымать частную собственность на основании общественной пользы с выплатой компенсации. Также учреждала бесплатное обязательное светское образование для всех граждан и распускала орден иезуитов.
Режим Республики «стал кульминацией процесса мобилизации масс и оппозиции к старому политическому процессу при участии дворянства». По мнению историка Мэри Винсент, конституция предусматривала «реформирование режима с явным и сознательным представление о том, каким образом должна произойти модернизация в Испании. Светское государство, обеспечивающее законность с заведомо неясно определённым чувство социальной справедливости, должно было открыть путь для образованной части граждан, чтобы наслаждаться „европейским“ процветанием и свободой». По заявлениям Фрэнсиса Лэннона, однако, статьи конституции, касающиеся собственности и религии, с их возвеличивание государственной власти и неуважением к гражданским правам «практически уничтожили любую перспективу для развития католического и консервативного республиканизма.»
Конституция была подвергнута критике со стороны большинства религиозных слоев населения, которые считали её антиклерикальной и репрессивной в отношении прав католиков. Однако вместе с тем конституция даровала довольно широкие гражданские права. Многие историки[кто?] отмечают, что конфликт между церковью и государством являлся одной из наиболее значительных причин падения режима Республики и начала Гражданской войны.

## Предыстория
Режим Второй Республики был установлен 14 апреля 1931 года, после побега короля Альфонсо XIII из Испании и последовавших за этим событием местных и муниципальных выборов, в которых республиканские кандидаты получили большинство голосов (за них голосовали преимущественно в городской местности). Хотя Альфонсо формально не отрекался от престола, своим вынужденным побегом из страны он привёл к власти временное правительство под руководством Нисето Алькала Самора, а Учредительные Кортесы начали разрабатывать новую конституцию.
На новых властей возлагали огромные надежды испанские рабочие и крестьяне. В социальном плане некоторые успехи ими действительно были достигнуты некоторые демократические достижения, особенно в вопросах прав женщин. Премьер-министр Мануэль Асанья утверждал, что Католическая церковь была частично ответственна за то состояние страны, которое многие считали отсталым, и ратовал за ликвидацию привилегий для Церкви. Асанья желал, чтобы его страна стала похожей на предвоенную Третью французскую республику. Он также был намерен сделать светское школьное образование бесплатным и обязательным для всех, а также построить нерелигиозные основы для национальной культуры и гражданства.

## Положения конституции
После выборов, что состоялись в июне 1931 года, новый парламент одобрила последние поправки в конституционный проект 9 декабря 1931 года.
Конституция впервые в испанской истории предусматривала введения избирательного права для женщин, гражданский брак и развод. Она также учреждала бесплатное, обязательное и светское образование для всех граждан. Тем не менее, некоторые её положения давали правовую основу для национализации собственности католической церкви и обязывали её платить аренду за использование недвижимости, которая ранее ей принадлежала. В дополнение к этому правительство запретило католикам проводить какие-либо манифестации, в том числе и крестные ходы, распустило орден иезуитов и запретило религиозное образование: монахини, священники и братья лишались права преподавать даже в частных учебных заведениях.
Конституция также давала полномочия государственным органам национализировать частную собственность ради «общественного блага» и при условии выплаты бывшему владельцу компенсации.
Конституция гарантировала свободу вероисповедания для всех граждан.

### Уничтожение привилегий для Католической церкви
Хотя конституция, как правило, уделяла тщательное внимание гражданским свободам и народному представительству, имело место заметное исключение в отношении привилегий католической церкви. Именно этот факт, по заявлению историка Стенли Пейна, имел решающее значение для предотвращения образования демократического большинства.
Спорные статьи 26 и 27 конституции строго контролировали распоряжение церковным имуществом и запрещали религиозным объединениям участвовать в процессе образования. Это было расценено как явная враждебность к католицизму, причём как со стороны сторонников государственной церкви, так и со стороны тех, что выступали за разделение церкви и государства. Один из сторонников такого разделения, Хосе Ортега-и-Гассет, заявил, что «статья, в которой конституция провозглашает контроль над деятельностью церкви, представляется мне неуместной.» Папа Римский Пий XI осудил лишение прав католиков испанским правительством в энциклике Dilectissima Nobis (Об угнетении церкви в Испании).
В октябре 1931 года Хосе Мария Хиль-Роблес, один из ведущих представителей парламента, прямо заявил, что конституции была «мертворождённой» ― по его мнению, это была «диктаторская конституция во имя демократии». Роблес хотел использовать право на свободу собрания и проведения митингов, «чтобы дать сторонникам правых чувство собственной силы и приучить их, по мере необходимости, к борьбе за право обладать улицей».
Консервативные католические республиканцы Алькала Самора и Мигель Маура покинули правительство, когда были приняты спорные статьи 26 и 27 конституции.
Фрэнсис Лэннон называл конституцию «расколотой» в том, что в статьях о праве собственности и религии уделялось первоочерёдное внимание государственной власти и имело место «попрание гражданских прав», которое и уничтожило перспективу развития католического и консервативного республиканизма. Стэнли Пейн также соглашается с тем, что это обстоятельством мешало образованию демократического большинства.
Ультралевые считали пересмотр этих статей абсолютно неприемлемым: на этом основании Пейн полагал, что «республика как демократический конституционный режим был обречён с самого начала». Некоторые историки утверждают, что такой враждебный подход к вопросам взаимоотношений церкви и государства был существенной причиной разрушения демократической системы и начала Гражданской войны. Хавьер Мартинез-Торрон, специалист в области юриспруденции, заявлял, что «самой серьёзной ошибкой в конституции 1931 года, последней демократической конституции до 1978 года, было её враждебное отношение к католической церкви».

### Свободы для религиозных меньшинств
Испанская конституция 1931 года пытались обеспечить свободу вероисповедания для различных религиозных организаций, в том числе и помимо католиков, а также прекратить дискриминацию и преследований иудеев и протестантов. Однако эти свободы были ограничены диктаторским режимом Франко, который придал католической церкви статус официальной религии Испании и запретил религиозные манифестации прочих конфессий.